# Bakonyi Elek
 Ez a cikk a sakkjátszmák algebrai lejegyzését alkalmazza.
Bakonyi Elek (1904. február 20. – 1982. március 2.) magyar sakkozó, nemhivatalos sakkolimpián aranyérmes, magyar bajnoki ezüst és bronzérmes, sakkteoretikus, sakkedző.

## Élete és sakkpályafutása
Édesapja ügyvéd, édesanyja zenetanár volt. Alig 21 évesen súlyos etegség támadta meg, aminek következtében 70%-os halláskárosodást szenvedett. Nem sokkal házasságkötése után Abonyba, felesége szüleihez költözött, és több mint egy évtizedre hátat fordított a versenysakkozásnak és fodrászként kereste meg a kenyerét. A felszabadulás után visszaköltözött a fővárosba, és rögtön bekapcsolódott a sakkéletbe. Első versenyén, a Havasi Kornél-emlékversenyen, 42 éves korában teljesítette a mesteri normát.
Pestújhelyi lakos volt, aki több nemzedéknek tanította-oktatta a sakkot. Huszonhárom évig volt a VASAS sakkszakosztályának versenyzője. Később a VEGYÉPSZER csapatának edzője lett. Emlékére a Pestújhelyi Napok keretében sakk emlékversenyt rendeznek.
A magyar sakkbajnokságon 1946-ban 2-3., 1951-ben 3. helyezést ért el.
Csapatbajnok a Vasassal (1952).
Nevét viseli a Szicíliai védelem Bakonyi-változata (B27): 1. e4 c5 2. Hf3 g6 3. d4 Fg7. Számos értékes elemzéssel bizonyította a változat játszhatóságát, a meglepetés ereje is sokszor hatásos volt.
Tanítványa volt többek között Bilek István nagymester.

### Játékereje
A Chessmetrics historikus pontszámításai szerint a legmagasabb Élő-pontszáma 2583 volt 1952. januárban, amellyel akkor 68. volt a világranglistán. Legelőkelőbb helyezése a világranglistán a 65. volt, amelyet 1952. júniusban ért el.

### Szereplései csapatban
Tagja volt az 1926-os nemhivatalos sakkolimpián olimpiai bajnoki címet szerzett magyar válogatottnak.
1947-ben a Balkán-csapatbajnokságon 1. helyezést szerzett magyar csapat tagja volt.
1948-ban a magyar válogatott tagjaként 1. helyet ért el a Munkás Sakkolimpián.
1949-ben a Magyarország-Hollandia válogatott csapatmérkőzésen az 1. táblán játszott, és 1 győzelmet és 1 vereséget ért el, a magyar válogatott által 12,5-7,5 arányban megnyert mérkőzésen.
Tagja volt az 1952-ben magyar bajnokságot nyert Vasas sakkcsapatának.

### Kiemelkedő versenyeredményei
- 2-3. helyezés: Magyar bajnokság (1946)
- 3. helyezés: Magyar bajnokság (1951)
- 1. helyezés: Győr (1956)[9]

## Díjai, elismerései
- A Magyar Népköztársaság Érdemes Sportolója (1954)[16]
- Testnevelés és Sport Kiváló Dolgozója (1964)[17]